# 臺大醫院器官捐贈移植程序爭議
臺大醫院器官捐贈移植程序爭議是一場於2014年台北市長選舉中爆發的爭議事件。
台大醫院創傷醫學部主任醫師柯文哲及其研究團隊，在1998年至2006年間，應用這個技術提高器官移植手術的成功機率。因法律上有毀壞屍體爭議，台大醫院在2006年後暫停無心跳者器官者捐贈。
在2014年台北市長選戰中，柯文哲以無黨籍身份參選，國民黨立委蘇清泉等人在立法院重新針對此項研究提出質詢，認為在26例中有4例，病患並沒有進行腦死判定，質疑柯文哲可能涉及強摘器官及謀殺，在台灣成為新聞焦點。

## 背景
2000年，台大醫療團隊在國際醫學期刊《臨床移植》（Clinical Transplantation）上，發表論文〈使用葉克膜支撐的無心跳腹部器官捐贈〉（Extracorporeal membrane oxygenation support of donor abdominal organs in non-heart-beating donors），柯文哲掛名為第一作者，台大醫學院教授李伯皇為通訊共同作者。論文中提出新的器官移植程序，針對心跳已經停止的器官捐贈者，以葉克膜來維持捐贈者腹部器官中的血液流動，以延長捐贈器官的活性，提高器官移植手術的成功機率。
2008年，柯文哲與李志元於澄清醫護管理雜誌，聯名發表〈無心跳者器官捐贈的法律倫理問題〉，其中提到在1998年至2006年間，台大醫院共有26名器官捐贈者，在已宣告心跳停止的狀況下，進行葉克膜輔助的器官移植手術，共摘取52個腎臟和1個肝臟來進行移植，所施行的器官移植手術成果良好。但因可能衍生毀壞屍體等法律爭議，台大醫院決定暫停執行無心跳者器官捐贈，等待國內完成相關立法後，再重新開始。

## 醫學及倫理爭議
2014年11月20日，國民黨立委廖國棟、蘇清泉，在立法院質詢，聲稱接獲兩位醫界大老爆料，台大醫院近15年來共對26例重創患者，給降血壓藥及裝入葉克膜，讓病患心跳終止，便於進行器官摘除手術。蘇清泉拿出柯文哲在2000年發表的論文作為根據，認為一般來說器官移植的手術者不會參與器官勸募和判定，所以問題出自器官勸募和死亡判定。
蘇清泉在事後宣稱此次質詢在事前諮詢過高資敏及魏崢醫師，這兩位醫師皆否認是由他們向蘇清泉提出資料，但承認曾提供意見。高資敏及魏崢醫師分別提出，在26個案例中，有4例只有判定心跳停止，無法確實判定腦死，因為相關程序需要對病患注射降血壓藥且裝入葉克膜，批評醫療團隊可能因此提前造成病患死亡。
1987年，中華民國行政院衛生署發布腦死判定程序，作為醫院判定死亡的法律根據。因應器官移植手術等醫學發展所帶來的倫理與法律衝擊，衛生署於2004年8月9日頒布腦死判定準則，並於即日起施行。台大醫院團隊進行的研究在2000年之前執行，當時相關的法律規範，包括《安寧死亡條例》等，都尚在建立之中。
臺北地檢署表示，醫院針對器官移植手術及患者腦死判別，有一套非常嚴謹的程序，目前看不出有何違法之處，沒必要分案調查。

## 資訊公開相關爭議
台灣大學國家發展研究所的劉靜怡教授於2015年1月21日根據《政府資訊公開法》第7、9和10條規定向台大醫院申請就柯文哲、陳益祥醫師等人任職期間的器官捐贈資料請求公開，其中包括：「柯文哲、陳益祥任職期間『進行無心跳器官捐贈摘取之次數及各次日期』；『以人為研究對象之研究(即人體試驗)次數及各次進行日期』；『以人為對象之研究(即人體試驗)經研究倫理審查次數與各次日期』」，以作為促進民主參與以及學術研究之用。
嗣後遭到台大醫院以對遺體的研究並不算是「以人為研究對象之研究」為主要理由拒絕，劉靜怡因此提出的訴願書，要求撤銷台大醫院所作的處分。隨後於2015年5月13日台大醫院的上級機關教育部所提出的書函表示，劉靜怡已依法提起訴願，要求台大醫院應該依照訴願法的規定盡速檢送訴願書正本至教育部，並應依法答辯。
而後，劉靜怡不服教育部所作成的訴願決定(駁回訴願)，提起行政訴訟。一審台北市高等行政法院以劉靜怡未能證明台大醫院確實有「人體試驗」的相關資訊存在，於2016年4月21日判劉靜怡敗訴。
劉靜怡不服一審法院的判決遂提起上訴，最高行政法院認為行政法院應依職權調查證據，而原判決(一審法院)並沒有盡到查證是否真有「人體試驗」相關的資料存在就以劉靜怡未盡到舉證責任而判其敗訴，判決顯然違背法令，因此於2016年10月13日，廢棄原判決(一審判決)，發回更審。
2018年12月20日，更一審法院作成判決，命台大醫院應該提供屬柯文哲、陳益祥「進行無心跳器官捐贈摘取之次數及各次日期」資訊之書面資料，其餘的請求駁回。

## 醫學界意見
論文作者之一的台大心臟外科教授陳益祥表示，當年收治的心跳停止患者，都是無法判定腦死的病患，經家屬同意後，才能移除呼吸器，並與腦死患者一樣施打麻醉劑，主因是人在瀕臨死亡之際會掙扎，這屬於人道考量。直到患者死亡，才裝上葉克膜，打降血壓藥及抗凝血劑。共同作者李伯皇教授受訪時強調在器捐過程中，對於腦死判定或死亡處理均非常嚴格且謹慎。
器官捐贈移植登錄中心董事長李伯璋指出，器官捐贈過程相當嚴謹，術前均獲家屬同意。當時沒有人體試驗委員會的相關規定，無法以現在標準去檢視論文發表的時空背景。對於「強摘器官」說法，李伯璋說，對於捐贈者都有給予麻醉藥、供給氧氣，使用降血壓藥，是為了減輕病人的痛苦。
麻醉科醫師簡吉聰撰文表示根據2000年臨床移植期刊裡頭柯文哲醫師等人發表文章，開宗明義便提及使用葉克膜是針對心肺衰竭腦死病患，用以支持等待器官移植前法律鑑定程序之完成，並已獲得病患家屬之確認與同意。認為蘇清泉刻意扭曲。
前台大醫院院長及前衛生署長林芳郁指出，這是衛生署的研究計畫，論文審查有多層關卡，規範相當嚴格。前衛生署長葉金川，認為這項爭議對台灣器捐的環境造成傷害。

台大婦產科名醫施景中痛批蘇清泉「把醫學當做選舉操作的工具」，要求蘇委員辭去全聯會理事長。台大創傷醫學部整合醫學科的蔡宏斌醫師也站出來捍衛台大醫院的清譽，反駁台大強摘器官的指控 。
台南市長賴清德醫師也在臉書下重話譴責蘇清泉的行為是「醫界之恥」。要求蘇應向國人和醫界公開道歉，並辭去醫師公會理事長職務。

## 議題發展歷史
網路流傳一篇暱稱「白猿」網友寫的《我所認識的柯文哲》指控柯文哲為取得器官不擇手段，對還沒腦死的病患注射過量降血壓藥物，讓病患的心臟停止跳動，然後請檢察官判定死亡。
姚立明表示，好幾天前就接到這個資訊，已請李應元向檢察官告發，要找出網路黑客，這是完全沒屬名的黑函，竟然還有立委拿這個來質詢，很不道德，一個人亂寫一通，就暗指柯文哲是殺人犯，選舉只剩不到10天，這是低估、侮辱台北市選民，姚也說除非是連勝文辦公室的人具體指控，否則若是網路黑函，不再多作說明。。李應元在律師陪同下，到台北地檢署告發PO者、暱稱「白猿」的網友涉嫌誹謗及違反《公職人員選舉罷免法》。
柯文哲說：「選舉不用選成這樣，我現在真的覺得很煩，真的太沒品了！」文章指涉的案例他大約只有參與一半，不清楚對方是要對付他還是台大醫院。若有人質疑此套保存移植器官的方法是殺人，等於指控國家醫院的多名醫師聯合殺人。
醫勞盟立即在臉書發起連署，請蘇清泉委員辭去醫師全聯會理事長，並要求醫師公會全聯會召開臨時理事會，罷免理事蘇清泉。敏盛醫院神經外科主任柯紹華、奇美醫院睡眠中心主任陳志金、萬芳醫院外科部副主任李紹榕、門諾醫院心臟科醫師吳靜皆提出反駁。
衛福部長蔣丙煌面對民進黨立委管碧玲質詢表示，「我當然相信台大」；次長許銘能則說，文獻提到的病例距今近二十年，追查困難，腦死後器官移植會考量器官新鮮可用度，目前文獻僅能看出是在患者有心跳情況下施打藥物，但重要是在腦死前或腦死後施打藥物，這需釐清。
台大婦產科名醫施景中痛批蘇清泉「把醫學當做選舉操作的工具」，要求蘇委員辭去全聯會理事長。台大創傷醫學部整合醫學科的蔡宏斌醫師也站出來捍衛台大醫院的清譽，反駁台大強摘器官的指控 。
前衛生署長葉金川也怒斥，這項爭議短期內並不會有答案，卻已經對台灣器捐的環境造成傷害，不管是捐贈或受贈器官的患者、家屬都有疑慮，他氣憤表示，相信選後不會再有人關心這件事。另一位前衛生署長楊志良說，目前討論此問題不太恰當，因為會牽扯到候選人，容易流於藍綠與情緒。新光醫院心臟內科醫師洪惠風引用榮總的《姜必寧教授回憶錄》，說明柯文哲論文所提爭議降血壓藥phentolamine在1972年，將老蔣從九死一生中救回來，堪稱醫學奇蹟。洪惠風說，此案例經常被他用於教學，當做使用血管擴張劑治療心臟衰竭的範例。

台南市長賴清德醫師也在臉書下重話譴責蘇清泉的行為是「醫界之恥」。要求蘇應向國人和醫界公開道歉，並辭去醫師公會理事長職務。
前衛生署長涂醒哲醫師說，蘇清泉誣指柯文哲強摘器官如同宇昌案翻版，淪為政治的工具。
國民黨議員楊實秋表示，如果器官移植有違法的行為，被移送法辦的可能是前幾任的院長。回顧MG149事件，造成柯P政治獻金破億。用抄家滅族的方式去打，結果連勝文的民調並沒有上升，因為大家認為過份了。
呂秋遠說：「為了一個人的選舉，這樣污衊盡心盡力幫助病患與捐贈人的醫師，你們適不適合當醫師啊？所以我早說了，這次台北市長的選舉為什麼意義重大？因為我們不是選市長，是選價值觀啊！」

## 外部連結
- 財團法人器官捐贈移植登錄中心